# Episodi di Futurama (terza stagione)
La terza stagione della serie animata Futurama, composta da ventidue episodi, è andata in onda negli Stati Uniti d'America dal 21 gennaio 2001 all'8 dicembre 2002 su Fox. La versione italiana è stata trasmessa dall'8 novembre 2001 al 9 giugno 2004 su Italia 1, fatta eccezione per l'episodio Aiuto, è Natale! che andò invece in onda sul canale satellitare Fox l'8 novembre 2005 (quasi quattro anni dopo la sua prima visione negli USA) e fu poi trasmesso in chiaro su Italia 1 il 27 dicembre 2007. Questa stagione è stata replicata su Italia 1 nel formato 16:9 in pillarbox, mentre l'episodio Aiuto, È Natale! è stato recuperato su Italia 1 il 22 giugno 2019 sempre nel formato 16:9 in pillarbox.
| n. | Codice di produzione | Titolo italiano              | Titolo originale               | Prima TV USA     | Prima TV Italia   |
| -- | -------------------- | ---------------------------- | ------------------------------ | ---------------- | ----------------- |
| 1  | 3ACV01               | Amazzoni in amore            | Amazon Women in the Mood       | 4 febbraio 2001  | 13 novembre 2001  |
| 2  | 3ACV02               | Un parassita perduto         | Parasites Lost                 | 21 gennaio 2001  | 8 novembre 2001   |
| 3  | 3ACV03               | Aiuto, è Natale!             | A Tale of Two Santas           | 23 dicembre 2001 | 8 novembre 2005   |
| 4  | 3ACV04               | Il quadrifoglio              | Luck of the Fryrish            | 11 marzo 2001    | 29 novembre 2001  |
| 5  | 3ACV05               | Pingui-bot di Gel-catraz     | The Birdbot of Ice-catraz      | 4 marzo 2001     | 27 novembre 2001  |
| 6  | 3ACV06               | Il pizzetto ballerino        | Bendless Love                  | 11 febbraio 2001 | 15 novembre 2001  |
| 7  | 3ACV07               | Cervello grosso, scarpa fine | The Day the Earth Stood Stupid | 18 febbraio 2001 | 20 novembre 2001  |
| 8  | 3ACV08               | Un gambero da ridere         | That's Lobstertainment!        | 25 febbraio 2001 | 22 novembre 2001  |
| 9  | 3ACV09               | Amore tecnologico            | The Cyber House Rules          | 1º aprile 2001   | 6 dicembre 2001   |
| 10 | 3ACV10               | La pietra dello scandalo     | Where the Buggalo Roam         | 3 marzo 2002     | 3 settembre 2003  |
| 11 | 3ACV11               | Infermità robotica           | Insane in the Mainframe        | 8 aprile 2001    | 4 dicembre 2001   |
| 12 | 3ACV12               | Padri e figli                | The Route of All Evil          | 8 dicembre 2002  | 9 giugno 2004     |
| 13 | 3ACV13               | Successo da paralisi         | Bendin' in the Wind            | 22 aprile 2001   | 11 dicembre 2001  |
| 14 | 3ACV14               | Un amore stellare            | Time Keeps On Slippin'         | 6 maggio 2001    | 13 dicembre 2001  |
| 15 | 3ACV15               | Sono uscito con un robot     | I Dated a Robot                | 13 maggio 2001   | 18 dicembre 2001  |
| 16 | 3ACV16               | Una Leela tutta speciale     | A Leela of Her Own             | 7 aprile 2002    | 9 settembre 2003  |
| 17 | 3ACV17               | Un faraone da ricordare      | A Pharaoh to Remember          | 10 marzo 2002    | 4 settembre 2003  |
| 18 | 3ACV18               | Il gioco del Se Fossi 2      | Anthology of Interest II       | 6 gennaio 2002   | 29 agosto 2003    |
| 19 | 3ACV19               | Il nonno di se stesso        | Roswell That Ends Well         | 9 dicembre 2001  | 28 agosto 2003    |
| 20 | 3ACV20               | Il mestiere di Dio           | Godfellas                      | 17 marzo 2002    | 5 settembre 2003  |
| 21 | 3ACV21               | Manager d'assalto            | Future Stock                   | 31 marzo 2002    | 8 settembre 2003  |
| 22 | 3ACV22               | Sfida ai fornelli            | The 30% Iron Chef              | 14 aprile 2002   | 10 settembre 2003 |

## Amazzoni in amore
- Sceneggiatura: Lewis Morton
- Regia: Brian Sheesley
- Messa in onda originale: 4 febbraio 2001
- Messa in onda italiana: 13 novembre 2001

Zapp Brannigan organizza un'uscita a quattro assieme a Leela, Amy e al suo sottoposto Kif, per aiutare il timido alieno a dichiararsi ad Amy: i quattro si trovano su un'astronave-ristorante, ma quando Zapp fa scappare tutti dopo essersi messo a cantare al karaoke, si mette al comando della nave, facendola però schiantare sul pianeta Amazzonia.
Il pianeta è popolato da una razza di amazzoni gigantesche che venerano un fem-puter (computer al femminile) e che condannano gli unici uomini presenti (Zapp, Fry e Kif) a morire per "snu-snu" (sesso sfrenato con le varie amazzoni). A Bender, in quanto robot, è risparmiato questo supplizio: egli cercherà di intercedere con il fem-puter, scoprendo però che all'interno di esso si cela un fem-bot...
- Sottotitolo iniziale: Criptato dalla Comedy Bee (Ape buffa) / Secreto dalle Comedy Bee
- Guest star: Bea Arthur (Fem-puter / fem-bot), Phil LaMarr, Lauren Tom, Frank Welker, K. Maruyama, S. Plakson

## Un parassita perduto
- Sceneggiatura: Eric Kaplan
- Regia: Peter Avanzino
- Messa in onda originale: 21 gennaio 2001
- Messa in onda italiana: 8 novembre 2001

In una stazione di servizio spaziale Fry mangia un tramezzino alle uova e viene contaminato da alcuni parassiti intestinali, i quali però con le loro azioni lo fanno diventare più bello, prestante e intelligente. Leela si accorge di questo cambiamento e s'innamora di lui: Fry però è assalito da una crisi di coscienza, dato che in questo modo Leela non sta amando lui, ma piuttosto un'immagine di lui che i parassiti stanno creando. Deciderà quindi di miniaturizzarsi insieme agli altri membri della Planet Express (tramite microscopici cloni robot controllati a distanza) per introdursi nel suo stesso corpo ed eliminare i parassiti.
- Sottotitolo iniziale: Se non ti diverte, scrivi a qualche onorevole / Se non diverte, scrivete al vostro parlamentare
- Guest star: Phil LaMarr, Lauren Tom

## Aiuto, è Natale!
- Sceneggiatura: Bill Odenkirk
- Regia: Ron Hughart
- Messa in onda originale: 23 dicembre 2001
- Messa in onda italiana: 8 novembre 2005 (FoxTV), 27 dicembre 2007 (Italia 1)

Il malvagio Babbo Natale robot viene congelato su Nettuno dall'equipaggio della Planet Express. Fry decide che il Natale debba tornare ciò che era un tempo e dichiara che Bender deve diventare il nuovo Babbo Natale e consegnare regali a tutti.
Gli abitanti della Terra però non sanno che Babbo Natale non è più lo stesso di prima e non appena vedono arrivare Bender iniziano ad assalirlo prima che venga arrestato e condannato a morte per crimini contro l'umanità; nel frattempo inoltre il "vero" Babbo robot si scongela e torna sulla Terra. Insieme i due robot finiranno per allearsi e combinare una sequela di nefandezze ai danni dei poveri terrestri.
- Sottotitolo iniziale: QUESTO EPISODIO È INTERPRETATO DA PUPAZZI REALIZZATI COI CALZINI (solo su FoxTV) / Episodio interamente interpretato da pupazzi animati
- Guest star: Coolio (Kwanzaabot), John Goodman (Babbo Natale robot), Phil LaMarr (Hermes), Lauren Tom (Amy, ragazza in bici), Maurice LaMarche (Morbo), David Herman (sindaco Pupuski)

## Il quadrifoglio
- Sceneggiatura: Ron Weiner
- Regia: Chris Loudon
- Messa in onda originale: 11 marzo 2001
- Messa in onda italiana: 29 novembre 2001

Fry ha dei flashback della sua vita nel XX secolo, ricordandosi tra le altre cose di un suo quadrifoglio a sette petali capace di portare fortuna e di suo fratello maggiore Yancy, che voleva ogni cosa di Fry, nome e quadrifoglio inclusi: convinto di essere perseguitato dalla sfortuna, va assieme a Leela e Bender nel sottosuolo di New New York per cercare tra le macerie di casa sua il famoso quadrifoglio, per ottenere così un po' di fortuna. Tuttavia, scopre che suo fratello Yancy ha ritrovato il quadrifoglio e acquisito il suo nome, per poi realizzare tutti i sogni e le aspirazioni di Fry, diventando perfino un astronauta e il primo uomo su Marte. Quindi Fry va al cimitero delle celebrità per recuperare il quadrifoglio, ma quando sta per recuperarlo fa un'altra scoperta: l'uomo sepolto non è Yancy ma suo figlio, chiamato Philip J. Fry Jr. in memoria del fratello creduto scomparso. Fry, commosso per la scoperta, capisce così come Yancy gli avesse sempre voluto bene, e decide di lasciare il quadrifoglio nella tomba di suo nipote.
- Sottotitolo iniziale: Futurama trasmesso in simultanea un anno nel futuro
- Guest star: Tom Kenny (Yancy Fry), Phil LaMarr, Lauren Tom, David Herman (papà di Fry)

## Pingui-bot di Gel-catraz
- Sceneggiatura: Dan Vebber
- Regia: James Purdum
- Messa in onda originale: 4 marzo 2001
- Messa in onda italiana: 27 novembre 2001

Bender ottiene temporaneamente il comando della Planet Express e causa un disastro ecologico, spargendo petrolio sul rifugio dei pinguini di Plutone: per rimediare, viene condannato a ripulirli tutti, ma si abituerà fin troppo bene a stare in mezzo a loro, iniziando a comportarsi come un pinguino. Intanto l'incidente ha causato delle mutazioni nei pinguini che iniziano a riprodursi in maniera eccessiva, diventando da specie protetta una minaccia all'ecosistema. Leela, entrata a far parte di un gruppo ecologista in difesa dei pinguini, rimane allibita quando gli stessi membri del gruppo suggeriscono che l'unica soluzione è sterminarli tutti.
- Sottotitolo iniziale: Ora con Ridolin
- Guest star: Phil Hendrie, Phil LaMarr, Maurice La Marche, Frank Welker, David Herman

## Il pizzetto ballerino
- Sceneggiatura: Eric Horsted
- Regia: Swinton Scott
- Messa in onda originale: 11 febbraio 2001
- Messa in onda italiana: 15 novembre 2001

Bender soffre della smania di piegare qualunque cosa e perciò il Professore lo caccia. Entrerà in uno stabilimento di piegatura, dove inizia a lavorare come crumiro guadagnando parecchio. Lì conosce la fem-bot Angleyne e se ne innamora, però scopre che lei era stata sposata a Flexo, il robot suo sosia. A quel punto Bender si fa passare per Flexo (grazie al pizzetto del titolo) e cerca di conquistare Angleyne.
- Sottotitolo iniziale: Tratto dai titoli di testa di domani
- Guest star: Jan Hooks (Angleyne), Phil LaMarr, Lauren Tom

## Cervello grosso, scarpa fine
- Sceneggiatura: Jeff Westbrook
- Regia: Mark Ervin
- Messa in onda originale: 18 febbraio 2001
- Messa in onda italiana: 20 novembre 2001

Mordicchio non è un animaletto stupido come sembra, anzi fa parte di un'avanzatissima specie che esiste sin dalla notte dei tempi in un pianeta al centro della galassia. La specie di Mordicchio è in lotta da sempre con i cervelli giganti, che vagano per le galassie assorbendo l'intelligenza degli abitanti dei vari pianeti. I cervelli invadono la Terra e rimbambiscono tutti quanti: sarà Fry, aiutato da Mordicchio, a dover prendere in mano la situazione.
- Sottotitolo iniziale: 80% di divertimento per il volume
- Guest star: Phil LaMarr (Hermes), Lauren Tom (Amy), Frank Welker (Mordicchio), David Herman, Tress MacNeille

## Un gambero da ridere
- Sceneggiatura: Patric M. Verrone
- Regia: Bret Haaland
- Messa in onda originale: 25 febbraio 2001
- Messa in onda italiana: 22 novembre 2001

Il dottor Zoidberg vuole convincere suo zio Harold Zoid, attore comico del passato, a insegnargli come diventare un comico; questi accetta, a patto però di ricevere dei finanziamenti con cui girare un film per poter tornare sugli schermi dopo tanti anni. Bender riesce a convincere anche il celebre attore robot Calculon a partecipare a questo film, ma una volta che il film è completo si rivela un flop clamoroso e Calculon minaccia di far uccidere i tre se non riusciranno a fargli vincere un premio anche stavolta...
- Sottotitolo iniziale: Decifrato dai cerchi del raccolto
- Guest star: Hank Azaria (Harold Zoid), Phil LaMarr (Hermes), Lauren Tom (Amy), Maurice La Marche (Calculon), David Herman, Tress MacNeille

## Amore tecnologico
- Sceneggiatura: Lewis Morton
- Regia: Susie Dietter
- Messa in onda originale: 1º aprile 2001
- Messa in onda italiana: 6 dicembre 2001

Durante una visita all'orfanotrofio in cui era stata abbandonata, Leela trova il suo vecchio compagno Adlai, ora un chirurgo plastico in grado di darle l'aspetto di una donna con due occhi. Leela accetta e inizia ad uscire con lui. Bender intanto adotta dodici orfani sperando nelle sovvenzioni del governo, ma quando capisce che le uscite superano le entrate decide di abbandonarli di nuovo; Leela decide di adottare una dei suoi orfani, una bambina con 3 orecchie, e Adlai dice che potrebbe restituire anche a lei un aspetto normale. A quel punto Leela capisce che in realtà né la piccola né lei hanno bisogno di alcun intervento, così si fa operare da Adlai per tornare come prima e poi lo lascia.
- Sottotitolo iniziale: Siete pregati di alzarvi per la sigla di Futurama
- Guest star: Tom Kenny (Adlai), Lauren Tom, David Herman (Lance), Tress MacNeille (Linda), Kath Soucie (Albert), Nicole St. John (Sally)
- Nelle prime trasmissioni su Italia 1, questo episodio è stato invertito a causa di un errore della messa in onda con l'episodio Infermità Robotica. A partire dalle repliche del 2018, questo episodio è stato trasmesso in maniera corretta.

## La pietra dello scandalo
- Sceneggiatura: J. Stewart Burns
- Regia: Pat Shinagawa
- Messa in onda originale: 3 marzo 2002
- Messa in onda italiana: 3 settembre 2003

Amy insieme alla "ciurmaglia" della Planet Express va su Marte a trovare i suoi genitori, i ricchissimi signori Wong, proprietari di mezzo pianeta e degli allevamenti di scaramucche. Scopo di questa visita è presentare loro il suo nuovo fidanzato Kif Kroker, ma loro non lo accolgono bene.
Per dimostrare quanto valga, Kif decide di investigare su alcuni recenti furti di scaramucche e scopre, assieme a Fry, Leela, Bender e Amy, che i responsabili sono i nativi di Marte, infuriati con i Wong che li hanno scacciati dalle loro terre dopo averle acquistate per una pietra. Una volta che Kif e gli amici giungono al rifugio dei nativi, questi rapiscono Amy per ucciderla schiacciandola con la famosa pietra, che in realtà è un gigantesco e preziosissimo diamante. Alla fine Kif riuscirà a salvare l'amata.
- Sottotitolo iniziale: Fabbricato dai mostri con amore
- Guest star: Phil LaMarr, Lauren Tom , Maurice LaMarche

## Infermità robotica
- Sceneggiatura: Bill Odenkirk
- Regia: Peter Avanzino
- Messa in onda originale: 8 aprile 2001
- Messa in onda italiana: 4 dicembre 2001

In banca, Fry e Bender incontrano un robot vecchio amico di quest'ultimo, Roberto, il quale però è un pazzo criminale e li costringe a partecipare a una rapina. Bender e Fry vengono giudicati complici di Roberto, che è fuggito, e rinchiusi in un manicomio per robot: Bender non ha problemi, ma Fry viene considerato dai robot dottori un robot pazzo che crede di essere umano e sottoposto a una sorta di lavaggio del cervello. Le cose peggiorano ulteriormente quando anche Roberto viene rinchiuso nello stesso manicomio e si serve di Bender per fuggire e farsi condurre alla Planet Express. Là Roberto, inseguito dalla polizia, prenderà in ostaggio tutti gli impiegati della ditta, ma l'intervento imprevisto di Fry, che ormai si crede un robot, salverà la situazione e nel contempo farà tornare anche lui alla normalità.
- Sottotitolo iniziale: L'umorismo Bender a cura di Microsoft Allegria
- Guest star: Phil LaMarr, Lauren Tom, Maurice La Marche, David Herman
- Nelle prime trasmissioni su Italia 1, questo episodio è stato invertito a causa di un errore della messa in onda con l'episodio Amore tecnologico. A partire dalle repliche del 2018, questo episodio è stato trasmesso in maniera corretta.

## Padri e figli
- Sceneggiatura: Dan Vebber
- Regia: Brian Sheesley
- Messa in onda originale: 8 dicembre 2002
- Messa in onda italiana: 9 giugno 2004

Dwight, il figlio di Hermes, e Cubert, il clone dodicenne del Professore, creano una loro compagnia di consegne intergalattiche e iniziano a rivaleggiare con la Planet Express: sono così bravi che riescono a comprarla e a far passare Fry, Bender e Leela sotto il loro controllo. Alla fine, però, avranno ancora bisogno dei genitori per tirarsi fuori dai guai.
- Sottotitolo iniziale: Smentita: ogni somiglianza con gli attuali robot sarebbe gradita
- Guest star: Bumper Robinson (Dwight Conrad), Kath Soucie (Cubert Farnsworth), Dawnn Lewis (LaBarbara Conrad)
- Curiosità: Durante la puntata sono presenti due citazioni del celeberrimo piccolo principe, personaggio dell'omonimo libro di Antoine de Saint-Exupéry. Inoltre è presente anche una citazione del film L'Impero colpisce ancora, quinto episodio della saga di Guerre stellari.

## Successo da paralisi
- Sceneggiatura: Eric Horsted
- Regia: Ron Hughart
- Messa in onda originale: 22 aprile 2001
- Messa in onda italiana: 11 dicembre 2001

A causa di un incidente Bender rimane paralizzato, e in ospedale conosce il cantante Beck (o meglio la sua testa su un manichino), che viene ispirato dalla sua storia e decide di realizzare l'evento benefico Bend-Aid in favore dei robot malfunzionanti. Bender entra a far parte della band del cantante ottenendo un grande successo durante il tour mondiale: l'evento fa tappa a San Francisco e i suoi amici della Planet Express sono venuti a vederlo, ma durante l'esibizione Bender rivela di non essere più davvero paralizzato...
- Sottotitolo iniziale: La legge federale proibisce di cambiare canale
- Guest star: Beck (se stesso), Phil LaMarr (Hermes), Maurice La Marche (Patchcord Adams / ingegnere), David Herman, Lauren Tom

## Un amore stellare
- Sceneggiatura: Ken Keeler
- Regia: Chris Loudon
- Messa in onda originale: 6 maggio 2001
- Messa in onda italiana: 13 dicembre 2001

Gli abitanti del pianeta degli Harlem Globetrotters sbarcano sulla Terra per sfidarne gli abitanti a una partita di pallacanestro: il professor Farnsworth decide di creare dei super-giocatori mutanti per affrontarli, ma essi crescono troppo lentamente, e il giorno della partita si avvicina. Allora il professore si serve di alcune particelle dette "cronotoni" che accelerano il tempo: i mutanti divengono adulti, ma durante il match il tempo inizia ad accelerare. Farnsworth e il capo dei Globetrotters capiscono che la situazione può degenerare al punto che il tempo acceleri così tanto da portare l'Universo alla fine: bisogna creare una pompa di potenza tale da riuscire a spostare delle stelle intorno alla nebulosa da cui vengono i cronotoni, e dovranno essere Fry e Leela ad operarla.
- Sottotitolo iniziale: Per una visione adeguata prendete la pillola rossa
- Guest star: Phil LaMarr, Lauren Tom, David Herman, Jeff Cesario, Maurice LaMarche (Morbo)

## Sono uscito con un robot
- Sceneggiatura: Eric Kaplan
- Regia: James Purdum
- Messa in onda originale: 13 maggio 2001
- Messa in onda italiana: 18 dicembre 2001

Fry scopre un sito internet da cui scaricare le personalità di celebrità del passato all'interno di alcuni involucri robot che così diventano una copia quasi esatta di ciò che erano in vita: decide così di scaricare Lucy Liu e ben presto si innamora del robot con le sue fattezze. Leela e Bender cercano di convincerlo che ciò che sta facendo è sbagliato, ma dato che non riescono a convincerlo si recano alla sede della società che gestisce il sito e rubano la testa di Lucy Liu, posseduta illegalmente dalla società. I responsabili del sito allora creano un'armata di Liu-bot e la scatenano contro Fry e amici.
- Sottotitolo iniziale: Nessun umano è stato sezionato nella realizzazione dell'episodio
- Guest star: Lucy Liu (testa di Lucy Liu / Liu-bot), Phil LaMarr, David Herman, Lauren Tom, Frank Welker

## Una Leela tutta speciale
- Sceneggiatura: Patric M. Verrone
- Regia: Swinton Scott
- Messa in onda originale: 7 aprile 2002
- Messa in onda italiana: 9 settembre 2003

Leela diventa una giocatrice di blernsball dei New New York Mets, e pensa che la folla la acclami perché è diventata la prima giocatrice professionista di quello sport. In realtà il suo successo è dovuto solo al fatto che è una giocatrice del tutto incapace e il pubblico va a vederla solo per farsi delle risate.
- Sottotitolo iniziale: Gratta qui per scoprire il prezzo
- Guest star: Hank Aaron (se stesso), Bob Uecker (se stesso)

## Un faraone da ricordare
- Sceneggiatura: Ron Weiner
- Regia: Mark Ervin
- Messa in onda originale: 10 marzo 2002
- Messa in onda italiana: 4 settembre 2003

La Planet Express deve consegnare un blocco di pietra su Osiris 4, un pianeta molto simile all'antico Egitto: qui Fry, Leela e Bender vengono fatti schiavi e costretti a lavorare alle piramidi. Bender inizia a lavorare come un matto accelerando il processo di costruzione dei monumenti: il Faraone "Jokalthotip" lo nota e apprezza, ma muore accidentalmente a causa di Bender stesso, il quale riesce a diventare successore al trono con uno stratagemma. Bender come faraone è ancora più spietato del predecessore e ordina la costruzione di una colossale statua a sua immagine: dopo continue angherie, la popolazione si ribella e rinchiude lui e gli amici in una tomba. Sarà Leela a trovare il modo di fuggire.
- Sottotitolo iniziale: Psst... Dopo lo show festa grande a casa vostra
- Guest star: David Herman, Phil LaMarr, Lauren Tom, Maurice LaMarche

## Il gioco del Se Fossi 2
- Sceneggiatura: Lewis Morton, David X. Cohen, Jason Gorbett e Scott Kirby
- Regia: Bret Haaland
- Messa in onda originale: 6 gennaio 2002
- Messa in onda italiana: 29 agosto 2003

Altre tre storie nate dall'attivazione del congegno del "se fossi":
- Come sarebbe la vita di Bender se fosse un essere umano: Bender, diventato umano, viene sopraffatto dalle nuove sensazioni che il nuovo corpo gli fornisce e cede agli stravizi (fumo, alcool, sesso), come nella vita da robot, per poi morire di diabete (con un colesterolo di 18 kg).
- Cosa accadrebbe se la vita fosse come i vecchi videogames: la Terra viene invasa dagli abitanti di "Nintendus 64", composta dagli Omicroniani e altri famosi personaggi videoludici. Nonostante l'abilità, Fry non riesce ad impedire l'invasione.
- Cosa succederebbe se Leela trovasse la sua vera casa: in realtà Leela non vede ciò che la macchina del Se Fossi mostrerebbe, perché il metodo di accensione la tramortisce e vive un sogno che è la parodia del "Mago di Oz", dove lei è Dorothy mentre Fry, Bender, Zoidberg, il professore e Mamma sono, rispettivamente, lo spaventapasseri, l'uomo di latta, il leone, il mago e la strega dell'Ovest. Alla fine del sogno Leela, invece di voler tornare a casa, desidera di diventare anche lei una strega, ma a causa del gabinetto intasato da Zoidberg perde la vita. Il sogno così termina e lei si risveglia, sana e salva ma con gran dispiacere del professore che, credendola morta, voleva dissezionarla.
- Sottotitolo iniziale: Ehi, tivù! Consiglia questo!
- Guest star: Phil LaMarr, David Herman (prof. Ogden Wernstrom), Lauren Tom, Frank Welker, Kath Soucie, Maurice LaMarche (Donkey Kong, Liure, Pac-Man)....

## Il nonno di se stesso
- Sceneggiatura: J. Stewart Burns
- Regia: Rich Moore
- Messa in onda originale: 9 dicembre 2001
- Messa in onda italiana: 28 agosto 2003

Fry aziona il microonde della Planet Express proprio mentre l'astronave passa attraverso l'esplosione di una supernova: ciò causa una distorsione spazio-temporale che scaraventa nave e equipaggio a Roswell nel 1947. Zoidberg viene catturato dall'esercito e sottoposto a vari esperimenti; Bender viene eiettato fuori dall'astronave nell'impatto distruggendosi e i suoi rottami utilizzati dai militari per dimostrare che uno sbarco alieno è effettivamente avvenuto; Leela e il professore si mascherano da comuni cittadini per passare inosservati (anche se con qualche difficoltà); Fry invece, travestito da soldato e con l'aiuto della testa di Bender, si intrufola nella base militare per recuperare il radar che potrebbe servire alla Planet Express per ritornare nel futuro.
Fra i soldati tuttavia c'è anche il giovane che diventerà suo nonno: la smania di Fry per evitare che gli succeda qualcosa porta invece al risultato opposto, e l'uomo muore durante un test atomico. Nel tentativo di consolare la fidanzata del nonno, Fry ci finisce a letto, diventando così nonno di se stesso!
- Sottotitolo iniziale: Divertimento per tutta la famiglia (tranne che per i nonni)
- Guest star: David Herman

## Il mestiere di Dio
- Sceneggiatura: Ken Keeler
- Regia: Susie Dietter
- Messa in onda originale: 17 marzo 2002
- Messa in onda italiana: 5 settembre 2003

Bender viene involontariamente sparato nello spazio e, passando attraverso una fascia di asteroidi, si ritrova a ospitare su di sé una razza di microscopici umanoidi, di cui alla fine diventa il dio. Con il passare del tempo però la popolazione si divide in credenti e non credenti, che finiscono per annientarsi a vicenda in una guerra nucleare. Bender è disperato, ma continuando a vagare nello spazio incontra una nebulosa senziente (che potrebbe essere considerata Dio), la quale afferma di capire cosa Bender provi. Sulla Terra intanto Fry e Leela si servono del telescopio sito in un monastero tibetano per rintracciare il loro amico metallico.
- Sottotitolo iniziale: Siete pregati di spegnere il cellulare e il teletrasporto
- Guest star: Phil LaMarr, Lauren Tom, David Herman, Maurice LaMarche (Dio)

## Manager d'assalto
- Sceneggiatura: Aaron Ehasz
- Regia: Brian Sheesley
- Messa in onda originale: 31 marzo 2002
- Messa in onda italiana: 8 settembre 2003

Fry trova un manager rampante degli anni 1980 ibernatosi per aspettare la scoperta della cura della sua malattia, e all'incontro degli azionisti della Planet Express fa in modo che venga nominato capo dell'azienda al posto del prof. Farnsworth. Il manager nomina Fry suo vice, ma le sue vere intenzioni sono vendere la società alla Mamma Corporation. La situazione tornerà alla normalità solo dopo la morte dell'uomo, dovuta alla malattia per cui si era fatto ibernare.
- Sottotitolo iniziale: O lo ami o ti attacchi
- Guest star: Phil LaMarr (Walt, Calculon), Tom Kenny, Lauren Tom (Amy), David Herman (Scruffy), Frank Welker, Maurice LaMarche

## Sfida ai fornelli
- Sceneggiatura: Jeff Westbrook
- Regia: Ron Hughart
- Messa in onda originale: 14 aprile 2002
- Messa in onda italiana: 10 settembre 2003

Bender desidera diventare un cuoco, ma non avendo papille gustative non può creare dei cibi commestibili, e sia i suoi amici sia il suo ispiratore, il cuoco nettuniano Elzar, lo respingono. Bender scappa dalla Planet Express e si unisce ad alcuni vagabondi spaziali, tra cui trova il grande cuoco caduto in miseria Helmut Asparago.
Helmut diventa il maestro di cucina di Bender e, al termine di estenuanti allenamenti, gli consegna una fialetta contenente un ingrediente misterioso che dà un sapore squisito a ogni cibo. Forte degli allenamenti e della sostanza segreta, Bender si sente pronto a sfidare Elzar nel corso della trasmissione TV Cuoco di ferro. Prima di partire per sfidare il rivale, Bender cucina un ultimo pasto per il maestro, che a causa del cibo somministratogli, muore, ma non prima di consegnare a bender una boccetta contenente un ingrediente segreto che rende deliziosa ogni cosa.
Forte degli insegnamenti ricevuti, nonostante apparentemente essi gli abbiano fatto uccidere Helmut, Bender partecipa alla sfida con determinazione e, dopo aver aggiunto il misterioso ingrediente, produce dei piatti che gli permettono di vincere la sfida. Tornati alla sede della Planet Express, Bender confessa la ragione della propria vittoria, per cui il professore analizza l'ingrediente rivelando un fatto sconcertante: esso non è altro che acqua, affinché Bender credesse in sé stesso, corretta con LSD, affinché i giudici non fossero lucidi durante la degustazione e lo dichiarassero vincitore comunque.
- Sottotitolo iniziale: Guardato casualmente provoca il vomito
- Guest star: David Herman, Phil LaMarr, Lauren Tom (Amy), Frank Welker, Maurice LaMarche (Morbo)